# 太子凤仙花
太子凤仙花（学名：Impatiens alpicola）为凤仙花科凤仙花属下的一个种。

## 扩展阅读
- 維基物種上的相關：太子凤仙花